# Olexandr Zheltiakov
Olexandr Zheltiakov (en ucraniano: Олександр Желтяков; Dnipró, 15 de noviembre de 2005) es un deportista ucraniano que compite en natación, especialista en el estilo espalda. Ganó dos medallas en el Campeonato Europeo de Natación de 2024, oro en 200 m espalda y bronce en 4 × 100 m estilos.

## Palmarés internacional
| Campeonato Europeo | Campeonato Europeo | Campeonato Europeo | Campeonato Europeo |
| Año                | Lugar              | Medalla            | Prueba             |
| ------------------ | ------------------ | ------------------ | ------------------ |
| 2024               | Belgrado (Serbia)  | Medalla de oro     | 200 m espalda      |
| 2024               | Belgrado (Serbia)  | Medalla de bronce  | 4 × 100 m estilos  |